# 神川之战
神川之战，是唐德宗贞元十年（794年），南诏归附唐朝后，在神川（今云南境内的金沙江）偷袭吐蕃军的作战。
天寶九年（750年），南詔對唐戰爭勝利後脫離唐朝控制，並於752年轉附吐蕃。隨著吐蕃的多次戰敗損失頗大，吐蕃對南詔征斂無度。794年，吐蕃要南诏征兵万人。南诏王异牟寻借口国小力弱仅发三千兵，吐蕃认为太少，要求增至五千。异牟导抓住此次机会，亲自率兵数万尾随吐蕃兵后，星夜兼程抵达神川后，向吐蕃军发起突然袭击，吐蕃军大败，南诏乘胜攻克铁桥（在今云南香格里拉市西北）等十六座城池，俘吐蕃派驻当地的五王，百姓十多万。南诏自臣服吐蕃几十年以来，第一次战败吐蕃，大获全胜。
六月，唐朝正式向南诏王赐银窠全印，南诏王北面跪受册印。当南诏王率兵在神川大战吐蕃军时，剑南节度使韦皋乘吐蕃防务空虚之机，攻取了吐蕃所属峨和城（今四川松潘县叠溪营北60里永镇桥）打败吐蕃三万余众，并出兵黎州（治梁水县，今四川汉源县）和雅州（治蒙山县，今四川雅安市西）以援助南诏，攻取吐蕃栅城，斩杀三千八百人，缴获一些器械牛马。